# A9 (site web)
Pour les articles homonymes, voir A9.
A9.com, mis en ligne le 14 avril 2004, est un moteur de recherche sur Internet appartenant à la société Amazon.com. Ses résultats s'appuient sur la technologie du moteur Bing (Google auparavant), complétés par les résultats d'Alexa, d'Amazon.com, de Wikipédia, et d'autres moteurs pour des types spécifiques de recherche.
A9.com dispose de beaucoup de fonctionnalités que les autres moteurs de recherche n'ont pas. En plus de la classique recherche sur le web, il permet la recherche de livres référencés sur Amazon.com, et permet une recherche à l'intérieur des livres, si l'utilisateur est enregistré chez Amazon. Bien avant son concurrent Google, le moteur de recherche proposait une visualisation de ses propres historiques de recherche. La barre d'outil A9 permet aux utilisateur d'éditer un « journal de recherche », dans lequel on peut associer des notes et remarques à des pages visitées. A9 utilise aussi OpenSearch, un ensemble de formats simples pour le partage des résultats de recherche.
En 2019, Amazon désactive A9.com et redirige les visiteurs vers le site principal d'Amazon.